# 51e cérémonie des Grammy Awards
 (avril 2025).
La 51e cérémonie des Grammy Awards a eu lieu le 8 février 2009 au Staples Center à Los Angeles (Californie).

## Chansons
Les chansons chantées pendant la cérémonie sont:
| Artiste(s)                                         | Chanson(s)                                  |
| -------------------------------------------------- | ------------------------------------------- |
| U2                                                 | Get on Your Boots                           |
| Al Green Justin Timberlake Keith Urban Boyz II Men | Let's Stay Together                         |
| Coldplay Jay-Z                                     | Lost!                                       |
| Coldplay                                           | Viva La Vida                                |
| Carrie Underwood                                   | Last Name                                   |
| Kid Rock                                           | Amen All Summer Long Rock 'n' Roll Jesus    |
| Taylor Swift Miley Cyrus                           | Fifteen                                     |
| Jennifer Hudson                                    | You Pulled Me Through                       |
| Jonas Brothers Stevie Wonder                       | Burnin' Up Superstition                     |
| Katy Perry                                         | I Kissed a Girl                             |
| Estelle Kanye West                                 | American Boy                                |
| Kenny Chesney                                      | Better as a Memory                          |
| T.I. Jay-Z Lil Wayne Kanye West M.I.A.             | Swagga Like Us                              |
| M.I.A.                                             | Paper Planes                                |
| Paul McCartney Dave Grohl                          | I Saw Her Standing There                    |
| Sugarland                                          | Stay                                        |
| Adele Jennifer Nettles                             | Chasing Pavements                           |
| Radiohead Spirit of Troy                           | 15 Step                                     |
| T.I. Justin Timberlake                             | Dead and Gone                               |
| Duke Fair Jamie Foxx Ne-Yo Smokey Robinson         | Medley du groupe The Four Tops              |
| Neil Diamond                                       | Sweet Caroline                              |
| John Mayer B.B. King Buddy Guy Keith Urban         | Bo Diddley                                  |
| Lil Wayne Robin Thicke                             | Tie My Hands                                |
| Robert Plant Alison Krauss                         | Rich Woman Gone, Gone, Gone (Done Moved On) |
| Stevie Wonder                                      | All About the Love Again                    |

## Palmarès

### Album de l'année
- Raising Sand – Robert Plant et Alison Krauss

### Enregistrement de l'année
- Please Read the Letter – Robert Plant et Alison Krauss

### Chanson de l'année
- Viva la Vida – Coldplay

### Meilleur nouvel artiste
- Adele

### Meilleur album de bande-son pour le cinéma, la télévision ou d'autres médias visuels
- Indiana Jones et le Royaume du crâne de cristal (Indiana Jones and the Kingdom of the Crystal Skull) – John Williams

### Meilleur album de compilation de bandes originales pour un film, une télévision ou un autre média visuel
- Sweeney Todd : Le Diabolique Barbier de Fleet Street (Sweeney Todd: The Demon Barber of Fleet Street)